# Једанаеста далматинска ударна бригада
Једанаеста далматинска ударна бригада формирана је од по једног батаљона Макарског, Имотског и Неретванског НОП одреда, у селу Козици на Биокову 2. октобар 1943. као Биоковска бригада. При оснивању имала је три батаљона са око 800 бораца. 10. октобра ушла је у састав 26. дивизије као 11. бригада. После жестоких одбрамбених борби са надмоћним немачким и усташким јединицама, које су продирале у Макарско приморје повукла се ноћу 15/16. новембра на Хвар. Имотски и Неретвански НОП одред пребацили су се заједно с бригадом и ушли у њен састав као 4. и 5. батаљон, чиме је бригада повећала бројно стање на око 1500 бораца. У јануару се пребацила на Вис, где је добила сектор одбране који је фортификацијски уредила. У априлу 1944. са Виса учествовала је у десанту на Мљет и Корчулу, а почетком јуна у десанту на Брач (в.) и нанела је осетне губитке деловима нем. 118. дивизије у рејону Сумартина. 
Једанаеста далматинска бригада 26. јуна 1944. стекла је звање ударне бригаде.
У септембру 1944. учествовала је у ослобађању Пељешца, где је разбила 1. батаљон 369. пука 369. легионарске дивизије. Средином октобра заузела је утврђени Стон где је потпуно уништила 19/999 батаљон 369. легионарске дивизије, заробила целокупну опрему и око 250 немачких војника, а неколико дана касније пресекла је комуникацију Дубровник — Метковић и са 1. далматинском бригадом у жестоким вишедневним борбама разбила борбену групу „Бекер“ 369. дивизије код Вуковог кланца. Почетком новембра учествовала је у уништењу једног пука неимчке 264. дивизије на комуникацији Шибеник— Дрниш, разбила немачку групацију „Алерман“ у рејону Коњеврата, а 4. новембар ослободила Дрниш. Током книнске операције водила је вишедневне жестоке борбе од 25. новембра до 3. децембар уништавајући узастопне немачке утврђене положаје на средишњем нападном правцу.
У мостарској операцији фебруара 1945. Једанаеста далматинска бригада учествовала је у борби за ликвидацију немачког и усташког упоришта Широки Бријег. Током Личко-приморске операције суделовала је крајем марта у ослобађању Бихаћа, а почетком априла у ослобођењу Госпића. Истакла се у пробоју непријатељеве одбране на прилазу граду. Половином априла учествовала је у десанту на Крк. Водила је уличне борбе приликом ослобађања Трста. Од Бригаде, ојачане артиљеријом и тенковима, образован је 3. маја у Базовици моторизовани одред који је после ослобођења Трста, од 4. до 15. маја маршујући правцем Ајдовшчина — Горица — Толмин — Кобарид извршио продор у Корушку. На том походу одред чије је језгро била ова бригада, ослободио је 8. маја, после двочасовне борбе, Крањску Гору, а 9. маја 3. и 4. батаљон бригаде пребацили су се у Целовец, учествујући у ликвидацији немачко-квислинке групације која се извлачила у Аустрију.
Бројно стање: 31. децембра 1944. укупно је 2.459 бораца, 3. маја 1945. укупно је 3.500 бораца. Кроз бригаду је прошло око 5.000 бораца. Према прикупљеним подацима, током борби погинула су 533 борца ове бригаде. 
Одликована је Орденом заслуга за народ са златном звездом и Орденом братства и јединства са златним венцем.